# Vlčia
Vlčia je soukromá přírodní rezervace pátého stupně ochrany. Nachází se na jižním svahu Veľké Javoriny v pohorí Čergov na katastrálním území obce Olejníkov v Prešovském kraji. Rezervace má rozlohu 21,24 ha. Byla vyhlášená Krajským úřadem životního prostředí v Prešově k 1. dubnu 2004. Je první soukromou přírodní rezervací ve střední Evropě.
Lesoochranárske zoskupenie VLK je majitelem pozemku rezervace od roku 1998. Koupilo ho od původního soukromého majitele za 3,2 milionu korun pomocí sbírky Kúp si svoj strom. Symbolickou koupí stromu přispěli občané 19 zemí. V roce 2002 jeden strom stál 1000 korun. Sbírka pokračuje i po vyhlášení rezervace a je určená na její další rozšiřování. Od 1. září 2009 se cena za jeden strom zvýšila na 50 €.